# 도데카헤드레인
도데카헤드레인(Dodecahedrane, 도데카헤드란, 분자식: C20H20)은 20개의 탄소 원자가 정십이면체의 각 꼭짓점에 배치되어 각 탄소 원자에 수소 원자 1개씩 결합한 구조를 가지는 탄화수소 분자이다.

## 같이 보기
- 테트라헤드레인
- 큐베인